# 南ウラル鉄道支社
南ウラル鉄道支社（ロシア語: Южно-Уральская железная дорога）は、ロシア鉄道公開株式会社の支社（Филиал ОАО «РЖД»）の一つであり、1934年に創設された。オレンブルク州、チェリャビンスク州、クルガン州、サマラ州、スヴェルドロフスク州、サラトフ州、バシコルトスタン共和国のロシア鉄道線を管轄する。また、一部路線はカザフスタン領内を経由する。本部はチェリャビンスクに設置されている。

## 歴史
1934年以前はウラル鉄道またはペルミ鉄道に所属していた路線群である。チェリャビンスク - エカテリンブルク間の鉄道は1880年代から1890年代初頭に建設され、シベリア鉄道の南ルートの一部になった。オレンブルク - サマーラ間の鉄道は1877年に開業した。さらに1901年にはキネリとタシュケントを結ぶトランス・アラル鉄道の建設が開始され、1906年に全通した。いくつかの路線はヨシフ・スターリンによる工業化時代にマグニトゴルスクの鉄鋼コンビナートの輸送を支えた。

## 路線
- シベリア鉄道（開業当初のルート）：クロパチェヴォ駅 - チェリャビンスク駅 - クルガン駅 - ゴルブノヴォ駅 - (国境) - ペトロパブル駅（カザフスタン領） - (国境) - イシリクリ駅
- チェリャビンスク・エカテリンブルク鉄道
- トランス・アラル鉄道

## 参照
1. ↑  The history of railways in Uzbekistan